# Colombar à front nu
Treron calvus
Espèce
Synonymes
- Treron calva

Statut de conservation UICN

 LC  : Préoccupation mineure
Statut CITES
Le Colombar à front nu (Treron calvus), également appelé pigeon vert à front nu, est une espèce d'oiseaux de la famille des Columbidae.

## Description
Cet oiseau mesure 23 à 30 cm de longueur pour une masse de 160 à 285 g pour le mâle et 130 à 225 g pour la femelle.
Le plumage présente une dominante verte teintée de jaune sur la tête et les parties inférieures. Le cou et le haut du manteau sont gris. Les rémiges primaires et les secondaires externes sont noires. La bordure des grandes couvertures est jaune, constituant ainsi une bande bien visible lorsque l'aile est repliée. La courbure des ailes est marquée par une tache lilas. Les flancs sont rayés de jaune et de vert. Les sous-caudales sont vert foncé à extrémité blanche pour les plus petites et châtain à extrémité plus claire pour les autres. Les rectrices médianes sont gris bleu. Les iris sont bleu pâle avec des cercles oculaires bruns. Le bec est gris avec l'extrémité plus pâle et la base rouge arborant une grande cire jusqu'à l'arrière des narines. Les pattes sont jaunes ou rosâtres.
De taille plus modeste que le mâle, la femelle présente un plumage et une cire généralement plus sombres.
Le jeune ressemble à l'adulte mais avec un ventre plus jaunâtre et une absence de tache lilas à la courbure des ailes.

## Répartition
On le trouve dans toute l'Afrique subsaharienne (rare en Afrique australe et dans la corne de l'Afrique).

## Habitat
Cet oiseau fréquente régions boisées (notamment des genres ficus, brachystegia, combretum), savanes, jardins etc.

## Sous-espèces
Selon Alan P. Peterson, il en existe quinze sous-espèces qui se distinguent essentiellement par la taille de la cire, la couleur de la tête, des parties inférieures, de la queue et des pattes :
- T. c. nudirostris (Swainson, 1837) — du Sénégal à la Guinée tête et parties inférieures jaune verdâtre, taches alaires rose mauve et pattes jaunes ;
- T. c. sharpei (Reichenow, 1902) — du Sierra Leone au nord du Cameroun ;
- T. c. calvus (Temminck, 1811) — de l'est du Nigeria à l'Angola et la RDC pattes jaunes ;
- T. c. poensis Hartert & Goodson, 1918 — Bioko ;
- T. c. virescens Amadon, 1953 — Principe ;
- T. c. uellensis (Reichenow, 1912) - du nord de la RDC au Soudan du Sud et sud-ouest de l'Éthiopie ;
- T. c. gibberifrons (Madarasz, 1915) — du Soudan du Sud au bassin du lac Victoria ;
- T. c. brevicera Hartert & Goodson, 1918 — du sud de l'Éthiopie au nord de la Tanzanie haut du dos bleuâtre, les parties inférieures plus jaunes et les pattes rouges ;
- T. c. wakefieldii Sharpe, 1874 — littoral du Kenya et du nord de la Tanzanie ;
- T. c. granti (van Someren, 1919) — Tanzanie et Zanzibar — est de la Tanzanie ;
- T. c. salvadorii (Dubois, 1897) — du sud-est de la RDC au Mozambique ;
- T. c. ansorgei Hartert & Goodson, 1918 — ouest de l'Angola (au sud du Kwanza) cire peu développée, le haut du manteau plus bleuâtre et les pattes rouges ;
- T. c. schalowi Reichenow, 1880 — de l'est de l'Angola au nord-est de la Namibie, nord du Botswana et ouest du Zimbabwe ;
- T. c. vylderi Gyldenstolpe, 1924 — nord-ouest de la Namibie ;
- T. c. delalandii (Bonaparte, 1854) — du sud-est de la Tanzanie à l'Afrique du Sud tête, poitrine et haut du dos gris verdâtre et pattes rouges ;